# БТР-3
БТР-3 — український бронетранспортер із колісною формулою 8×8. Озброєний бойовим модулем БМ-3М «Штурм» з автоматичною гарматою калібру 30-мм.
Бронетранспортер почали розробляти у 2000 році на замовлення компанії з ОАЕ, у 2015 році прийнятий на забезпечення ЗСУ.

## Історія
Розробка БТР-3 почалася в 2000 році. Бронетранспортер розроблявся під назвою БТР-3У «Guardian» за технічним завданням компанії ADCOM Manufacturing Company Ltd. WLL з ОАЕ, яка діяла як координатор всього проекту. Компанія готувала цей проєкт для участі в конкурсі на поставку БТР для морської піхоти ОАЕ. Харківське конструкторське бюро машинобудування ім. Морозова (ХКБМ) здійснювало розробку конструкторської документації: розробку шасі та інтеграцію всіх систем і озброєнь машини.
Перша машина була зроблена на базі БТР-94 — модернізованої версії БТР-80, розробленої на замовлення Йорданії на Харківському заводі транспортного машинобудування ім. Малишева (ХЗТМ), в КБ відділу «65». Розробка конструкції БТР-3 була завершена в 2002 році. Крім ХКБМ і ADCOM, у розробці та створенні БТР-3 і його модифікацій брали участь Державний науково-технічний центр артилерії і стрілецького озброєння (Україна), Deutz AG (ФРН) і Allison Transmission (США). У виробництві БТР-3 задіяні 10 підприємств концерну «Укроборонпром».
БТР-3 збирають на Київському бронетанковому заводі.
Експлуатаційні витрати у БТР-3Е менші, ніж у БТР-4, в червні 2014 році вони становили близько 5 тис. гривень на місяць.
Станом на початок 2015 року, підприємствами військово-промислового комплексу України було освоєно випуск 90 % компонентів і складових до БТР-3. Як повідомив в інтерв'ю директор Київського бронетанкового заводу В. Лисиця, за результатами дванадцяти місяців інтенсивної експлуатації в умовах бойових дій, до початку листопада 2015 року в конструкцію БТР-3 були внесені майже 740 змін, якими були усунені виявлені недоліки, підвищені бойова ефективність і технологічність виробництва (зокрема, змінено розташування зварних швів). Крім того, були розпочаті роботи зі створення дослідного зразка БТР-3 з двигуном MAN німецького виробництва.
На початку листопада 2015 року на виставці озброєння «Defense & Security-2015» було оголошено про намір освоїти виробництво БТР-3Е1 на території Таїланду.
В середині 2015 року наказом Міністерства оборони України БТР-3 прийнятий на забезпечення Збройних сил України, але ще не був прийнятий на озброєння.

## Опис конструкції

### Корпус
За рекомендаціями розробника — ДП «ХКБМ», для виготовлення корпусів може бути використана українська, бельгійська, польська та фінська сталі. Але корпус БТР має бути виготовлений з броні лише одного виробника.
Станом на 2017 рік було відомо що корпус бронетранспортерів зварюють із незагартованої сталі марки ATI500AR, а потім зварений корпус передають до ТОВ «Лозівський ковальсько-механічний завод», де в спеціальних печах весь корпус проходить процес загартовування в результаті чого сталь стає марки HB500MOD. Таким чином, бронекорпус БТР-3ДА виготовляється зі сталі марки HB500MOD, яка отримується з ATI500AR після загартування.
Модифікація БТР-3ДА має покращений бронезахист екіпажу (кількість шарів внутрішнього додаткового захисту зросла з 7 до 18), поліпшений захист проти уламків.

### Озброєння

#### БМ «Шквал»
БТР-3У оснащений одномісним уніфікованим бойовим модулем «Шквал», в якому встановлено ряд систем озброєння, включаючи 30-мм гармату, 7,62-мм спарений кулемет, 30-мм автоматичний гранатомет і протитанкове кероване озброєння. Модуль був розроблений Державним науково-технічним центром артилерії і стрілецького озброєння України.
Конструкція бойового модуля «Шквал» дуже гнучка, що дає змогу легко замінити наявне озброєння на інше (наприклад, замінити керовані по дротах ракети типу «Конкурс» на керовані по дротах ракети типу «Ред Ерроу» або інші ракети, в тому числі і керовані по лазерному променю).
30-мм гармата подвійного живлення має готовий до використання боєкомплект з 350 снарядів. Боєкомплект 7,62-мм спареного кулемета становить 2500 патронів. З лівого боку башти встановлений 30-мм гранатомет, у якого 29 готових до використання гранат, і додатково 87 гранат перевозиться в резерві (три магазини, в кожному з яких знаходиться 29 гранат). Шість 81-мм-вих пускових установок димових/аерозольних гранат, що приводяться в дію електроспуском, встановлені по три штуки з кожної сторони башти для стрільби вперед.

#### БМ-3М «Штурм»
БТР-3Е1 може бути оснащений одномісним баштовим модулем БМ-3М «Штурм» із стабілізацією блоку озброєння у двох площинах. Озброєння модуля забезпечує ураження броньованої техніки, живої сили і вертольотів противника. Бойовий модуль «Штурм» розроблений конструкторським бюро ім. А. А. Морозова під керівництвом М. Д. Борисюка є одним з найбільш компактних і разом з тим найбільш потужним з існуючих модулів даного класу. Ще одна його відмітна риса — невеликий займаний внутрішній обсяг бойового відділення.
У модулі встановлена 30-мм гармата ЗТМ-1, 7,62-мм кулемет КТ, 30-мм автоматичний гранатомет КБА-117 і комплекс керованого озброєння «Бар'єр» з чотирма ракетами, які мають бронепробиття за динамічним захистом не менше 800 мм. Нарізна малокаліберна автоматична 30-мм гармата подвійного живлення оснащується боєкомплектом з 350 снарядів різного типу (БТ, ОБТ, ОФЗ). Боєкомплект 7,62-мм кулемета становить 2000 патронів. З лівого боку модуля встановлений 30-мм автоматичний гранатомет КБА-117.
Комплекс керування вогнем складається з оптико-електронного прицільного комплексу ОТП-20, інтегрованого з системою управління стрільбою ПТРК «Бар'єр» та стабілізатором озброєння СВУ-500 у вертикальній і горизонтальній площинах, що дає змогу вести вогонь на ходу. На башті встановлені по три штуки з кожної сторони 81-мм димові або аерозольні гранати «Хмара», що приводяться в дію електроспуском.

#### БМ «Парус»
Почалися випробування моделі БТР-3 з баштовим модулем «Парус». У модулі встановлена 30-мм гармата КБА-1, 30-мм автоматичний гранатомет, 7,62-мм кулемет і комплекс керованого озброєння «Бар'єр» з двома ракетами.
Дистанційно-керований бойовий модуль «Парус», за характеристиками схожий на «Штурм». Основне конструктивна відмінність полягає в тому, що «Парус» не займає місця всередині корпусу базової машини.

### Рухливість
Силове відділення бронетранспортера складається з дизельного двигуна Deutz BF6M1015 потужністю 326 к.с., з'єднаного з автоматичною трансмісією Allison MD3066. Силова установка і трансмісія встановлені Харківським конструкторським бюро з машинобудування ім. А. А. Морозова (при технічному сприянні компаній Дойц АГ і Аллісон Трансмішен). На замовлення машина може комплектуватись також двигуном компанії Mercedes-Benz.
Машина — плаваюча, на плаву приводиться в рух одним водометним рушієм, встановленим в кормовій частині корпусу. Для того, щоб приготувати машину до подолання водної перешкоди, водій, не виходячи з машини, піднімає водовідбивний щиток і включає дренажні насоси.
У десантному відділенні розміщуються шість піхотинців, які заходять в машину і виходять з неї через двері з кожної сторони корпуса. Нижня частина дверей опускається вниз і формує сходинку, а верхня частина відкривається в бік по ходу руху машини. На даху також є люки. Вогневі гнізда з приладами спостереження встановлені по бортах і спереду машини.

## Порівняльні характеристики
|  | Україна БТР-4Е | Україна БТР-3Е1 | Росія БТР-82А | Німеччина GTK Boxer | Франція VBCI | Фінляндія/ Польща Patria AMV/KTO Rosomak |
|  | -------------- | --------------- | ------------- | ------------------- | ------------ | ---------------------------------------- |

| Зовнішній вигляд                       |                       |                       |                 |                                        |             |                                     |
| Рік прийняття на озброєння             | 2011                  | 2011                  | 2011            | 2011                                   | 2008        | 2003                                |
| Бойова маса, т                         | ~20,0                 | 16,5                  | 15,4            | 33,0                                   | 25,6        | 17,0-27,0                           |
| Екіпаж                                 | 3                     | 2                     | 3               | 3                                      | 3           | 2-3                                 |
| Десант                                 | 8                     | 11                    | 7               | 8                                      | 8           | 8-10                                |
| Захищеність лоба, STANAG 4569 Рівень   | 2                     | н/д                   | н/д             | 6                                      | 4           | 6                                   |
| Захищеність бортів, STANAG 4569 Рівень | 2                     | н/д                   | н/д             | 4                                      | 4           | 4                                   |
| Протимінний захист, STANAG 4569 Рівень | 2                     | н/д                   | немає           | 3b                                     | н/д         | 4                                   |
| Автоматична гармата, мм                | 30                    | 30                    | 30              | 30                                     | 25          | 30 / 100 і 30                       |
| Боєкомплект, пострілів                 | 400                   | 350                   | 300             | н/д                                    | 409         | н/д / 22 і 500                      |
| Швидкострільність, пост./хв            | 330                   | 330                   | 330             | н/д                                    | 400         | н/д / 10 і 330                      |
| ПТРК                                   | ПКР «Бар'єр»          | ПКР «Бар'єр»          | немає           | Spike-LR                               | немає       | Spike-LR/FGM-148 Javelin/Кастет     |
| Кулемети                               | 1 х 7,62-мм КТ        | 1 х 7,62-мм КТ        | 1 х 7,62-мм ПКТ | 1 x 7,62-мм MG3                        | 1 х 7,62-мм | 1 х 7,62-мм UKM-2000C               |
| Додаткове озброєння                    | 1 х 30-мм АСГ КБА-117 | 1 х 30-мм АСГ КБА-117 | немає           | 1 х 40-мм АСГ HK GMG (замість гармати) | немає       | немає                               |
| Потужність двигуна, к. с.              | 500                   | 325                   | 300             | 720                                    | 550         | 480-543                             |
| Питома потужність, к. с./т             | ~25,0                 | 19,7                  | 19,5            | 21,8                                   | 21,5        | 17,8-31,9                           |
| Максимальна швидкість, км/год          | 110                   | 100                   | 100             | 100                                    | 100         | 100                                 |
| Запас ходу по шосе, км                 | 690                   | 600                   | 600             | 1050                                   | 550         | 800                                 |
| Прохідний брід, м                      | плаває                | плаває                | плаває          | 1,2-1,5                                | 1,2         | плаває (без додаткового бронювання) |

|  | Швейцарія/ Канада LAV III(LAV 6) | Австрія Pandur II | США Stryker | Італія Iveco SuperAV | Італія Freccia | Сербія Lazar 3 | Туреччина Pars |
|  | -------------------------------- | ----------------- | ----------- | -------------------- | -------------- | -------------- | -------------- |

| Зовнішній вигляд                       |                  |                |                        |           |             |             |             |
| Рік прийняття на озброєння             | 1999(2016)       | 2007           | 2002                   | 2020      | 2009        | 2017        | 2012        |
| Бойова маса, т                         | 16,95(20,6-28,6) | 22,0           | 16,5-19,5              | 26,0-29,0 | 26,0        | 24,3-28,0   | 16,1-26,0   |
| Екіпаж                                 | 3                | 2              | 2                      | 3         | 3           | 3           | 2-3         |
| Десант                                 | 7(8)             | 12             | 9                      | 11        | 8           | 9           | 9-11        |
| Захищеність лоба, STANAG 4569 Рівень   | 6                | 4              | 6                      | н/д       | 6           | 5           | 4           |
| Захищеність бортів, STANAG 4569 Рівень | 4                | 4              | 4                      | н/д       | 4           | 4           | 4           |
| Протимінний захист, STANAG 4569 Рівень | 3(4+)            | н/д            | 4                      | н/д       | 3a          | 3b          | н/д         |
| Автоматична гармата, мм                | 25               | 30             | 30                     | до 40     | 30          | 30          | 30/40       |
| Боєкомплект, пострілів                 | н/д              | н/д            | 156 (ще 264 в корпусі) | н/д       | н/д         | н/д         | 200         |
| Швидкострільність, пост./хв            | н/д              | н/д            | 200                    | н/д       | н/д         | н/д         | 200         |
| ПТРК                                   | —                | —              | немає                  | н/д       | Spike-LR2   | є           | ZT3 Ingwe   |
| Кулемети                               | 1 х 7,62-мм      | 1 х 7,62-мм    | 1 × 7,62-мм M240C      | н/д       | 2 × 7,62-мм | 1 × 7,62-мм | 1 × 12,7-мм |
| Додаткове озброєння                    | —                | 1 x 30-мм MK44 | немає                  | н/д       | —           | немає       | —           |
| Потужність двигуна, к. с.              | 350(450)         | 435            | 350                    | 500-560   | 720         | 500         | 524-711     |
| Питома потужність, к. с./т             | 20,6(15,7-21,4)  | 19,8           | 17,9-21,2              | 17,2-21,5 | 27,7        | 17,9        | 20,1-24,5   |
| Макс. швидкість, км/год                | 100              | 105            | 100                    | 105       | 110         | 110         | 100-115     |
| Запас ходу по шосе, км                 | 450(600)         | 700            | 500                    | 800       | 800         | 800         | 700-1000    |
| Прохідний брід, м                      | 1,2              | плаває         | 1,2                    | плаває    | 1,5         | н/д         | плаває      |

|  | Туреччина Otokar Arma | Ізраїль Ейтан | Південна Корея K808 White Tiger | Сінгапур Terrex | Японія Тип 96 | КНР ZBL-08 | Тайвань CM-34 |
|  | --------------------- | ------------- | ------------------------------- | --------------- | ------------- | ---------- | ------------- |

| Зовнішній вигляд                       |                                                                             |                                               |             |                                                        |                  |                               |                    |
| Рік прийняття на озброєння             | 2010                                                                        | 2023                                          | 2017        | 2010                                                   | 1996             | 2009                          | н/д                |
| Бойова маса, т                         | 24-28                                                                       | 30,0-35,0                                     | 20,0        | 24,0                                                   | 14,6             | 21,0                          | 22,0               |
| Екіпаж                                 | н/д                                                                         | 3                                             | 2           | 2                                                      | 2                | 3                             | 3                  |
| Десант                                 | н/д                                                                         | 9                                             | 10          | 11                                                     | 8                | 8                             | 6                  |
| Захищеність лоба, STANAG 4569 Рівень   | від 12,7-Рівень 4                                                           | 4                                             | н/д         | 4                                                      | н/д              | від 25-мм бронебійних з 1000м | від 12,7-мм        |
| Захищеність бортів, STANAG 4569 Рівень | н/д                                                                         | 4                                             | н/д         | 4                                                      | н/д              | від 12,7-мм зі 100м           | від 7,62-мм        |
| Протимінний захист, STANAG 4569 Рівень | 4b                                                                          | н/д                                           | н/д         | 5b                                                     | н/д              | н/д                           | 5a                 |
| Автоматична гармата, мм                | 100 і 30                                                                    | 30-40                                         | 30          | 25(30)                                                 | немає            | 30(40)                        | 30                 |
| Боєкомплект, пострілів                 | н/д                                                                         | н/д                                           | н/д         | н/д                                                    | немає            | н/д                           | н/д                |
| Швидкострільність, пост./хв            | 10 і 330                                                                    | н/д                                           | н/д         | 200, або 500                                           | немає            | 330                           | 100/200            |
| ПТРК                                   | є                                                                           | Spike                                         | немає       | немає                                                  | немає            | «HJ-73C»                      | немає              |
| Кулемети                               | 1 × 14,5-мм (замість гармати) / 1 × 12,7-мм (замість гармати) / 1 × 7,62-мм | 1 × 12,7-мм M2, 1 × 7,62-мм (замість гармати) | 1 × 7,62-мм | 1 × 7,62-мм                                            | 1 × 12,7-мм M2HB | 1 × 7,62-мм Тип 86            | 1 × 7,62-мм FN MAG |
| Додаткове озброєння                    | 1 × 40-мм автоматичний гранатомет (замість гармати)                         | немає                                         | немає       | 1 × 40-мм CIS-40 (замість гармати), декілька × 7,62-мм | немає            | —                             | немає              |
| Потужність двигуна, к. с.              | 450                                                                         | 750                                           | 420         | 450                                                    | 360              | 440                           | 450                |
| Питома потужність, к. с./т             | 16,0-18,75                                                                  | 21,4-25,0                                     | 21          | 18,75                                                  | 24,7             | 20,9                          | 20,5               |
| Макс. швидкість, км/год                | 105                                                                         | 90                                            | 100         | 105                                                    | 100              | 100                           | 110                |
| Запас ходу по шосе, км                 | 750                                                                         | 1000                                          | 700-800     | 600                                                    | 500              | 800                           | 800                |
| Прохідний брід, м                      | плаває                                                                      | н/д                                           | плаває      | плаває                                                 | 1,2              | плаває                        | плаває             |

## Модифікації

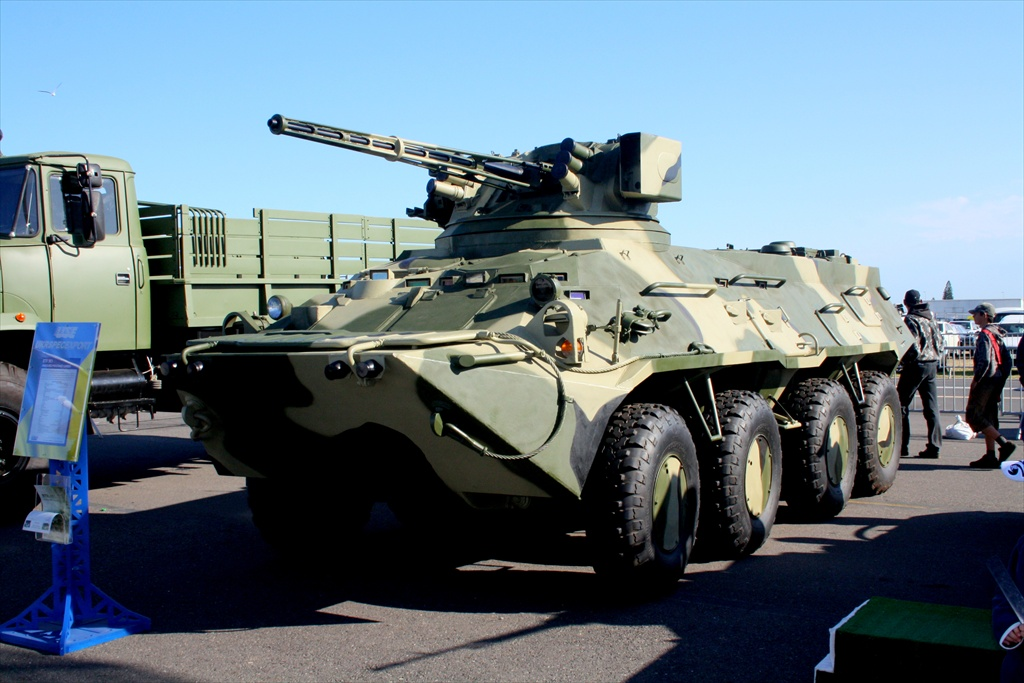
БТР-3Е1

- БТР-3У «Мисливець» — глибока переробка БТР-94К з двигуном Deutz BF6M1015, потужністю 326 к.с. і автоматичною трансмісією Allison MD3066, або двигуном UTD-20, потужністю 300 к.с. До складу озброєння входить бойовий модуль КБА-105 «Шквал» з 30-мм автоматичною гарматою ЗТМ-1, спарений з нею 7,62-мм кулемет КТ-7, 62, дві пускові установки ПТКР 9М114М «Конкурс-М» і 30-мм автоматичний гранатомет. Оснащений прицільним комплексом 0ТП-20, який інтегрований з системою управління стрільбою керованими ракетами і двоплощинним стабілізатором озброєння СВУ-500.
  - Сторож
  - БТР-3У1 — БТР-3У з бойовим модулем БМ-3С, збройною автоматичною гарматою ЗТМ-1 і 7,62-мм кулеметом ПКТ.
- БТР-3Е — з двигуном UTD-20 або Deutz BF6M1015. Оснащений бойовим модулем БМ-3М «Штурм-М», до складу озброєння якого входить 30-мм автоматична гармата ЗТМ-1, спарений з нею 7,62-мм кулемет КТ-7,62, дві пускові установки (6 ракет) «Бар'єр» і 30-мм автоматичний гранатомет КБА-117.
  - БТР-3Е1 — БТР-3Е без UTD-20.
  - БТР-3Е ARV — тягач.
  - БТР-3Е CPWS-30 — машина вогневої підтримки, розроблена на основі БТР-3Е спільно з бельгійською компанією CMI Defence. Головною особливістю цього БТР стало двомісне бойове відділення з броньованою баштою кругового обертання Cockerill CSE 90LP, оснащене 90-мм гарматою з малим імпульсом відбою і спареним з нею 7,62-мм кулеметом. Башта і підбаштове відділення виконані у вигляді легкого і компактного бойового модуля, який можна встановлювати на різні типи бронетехніки. Вперше машина представлена в лютому 2013 року на виставці озброєння IDEX'2013.[27][28]
  - БТР-3М1 — самохідний міномет, озброєний 81/82-мм мінометом і 12,7-мм кулеметом НСВТ.
  - БТР-3М2 — самохідний міномет, озброєний 120-мм мінометом і 12,7-мм кулеметом НСВТ.
- БТР-3К — командирська машина.
- БТР-3С — медична машина.
- БТР-3БР — БРЕМ, обладнаний крюками, лебідками і бульдозерним ножем.
- БТР-3РК — самохідний протитанковий комплекс, озброєний 4 пусковими установками ПТКР «Бар'єр» та 12,7-мм кулеметом НСВТ.
- БТР-3ДА — враховано понад 740 зауважень в ході експлуатації під час війни на сході України. Оснащена бойовим модулем БМ-3М «Штурм» з стабілізацією в двох площинах.

### БТР-3ДА

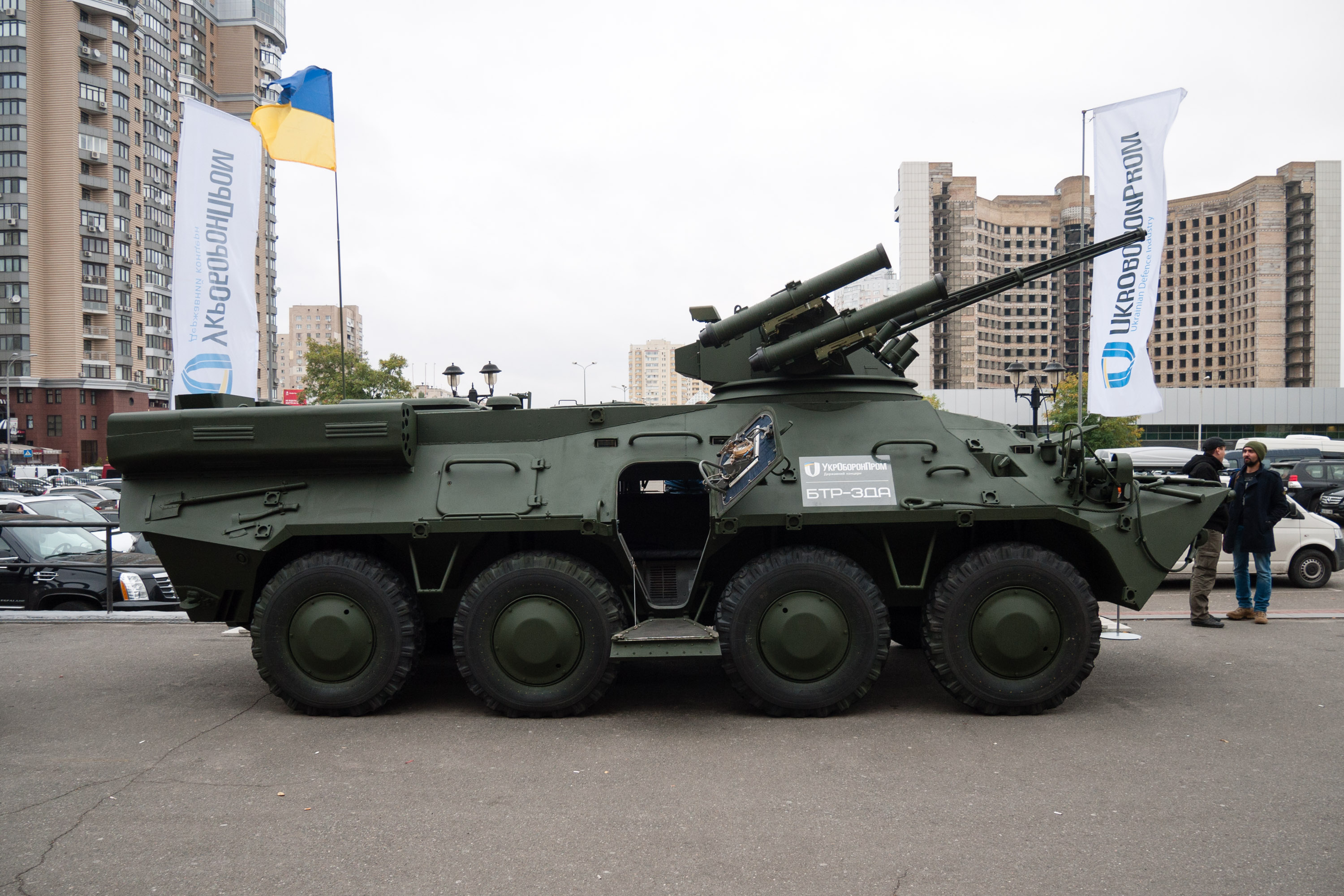
БТР-3ДА на виставці «Зброя та безпека 2016»

БТР-3ДА є подальшим розвитком бронетранспортеру з врахуванням досвіду війни на сході України.
Бронетранспортер БТР-3ДА швидший та маневреніший за попередників, у нього покращений бронезахист екіпажу, має оптико-електронний модуль з телевізійним та тепловізійним каналами. Завдяки цьому з'явилася можливість вести вогонь вночі. Додатковий енергоагрегат дозволяє управляти бойовим модулем без використання основної силової установки.
У першій половині 2016 року ДП «Київський бронетанковий завод» випустило перші два глибоко модернізовані БТР-3ДА. Ці бронетранспортери оснастили чотиритактним 6-циліндровим дизельним двигуном з рідинним охолодженням Deutz BF6M1015CP і автоматичною трансмісією Allison типу 3200SP.
В квітні 2016 року були завершені полігонні випробування створеного на основі БТР-3ДА командного варіанту, БТР-3К.
Завдяки встановленому на БТР-3ДА двигуні Deutz (360 к.с.) поліпшились характеристики маневреності та прохідності модернізованої машини. БТР-3ДА здолав підйом на гору з кутом у 30 градусів, рів завширшки 2 метра та перешкоду заввишки 0,7 метра. До того ж при завантаженості у 16,5 тонн, доведеної до бойової маси, бронетранспортер БТР-3ДА розвив максимальну швидкість по шосе 104 км/год.
Бронетранспортер БТР-3ДА оснащений баштовим модулем БМ-3 «Штурм» зі стабілізацією блоку озброєння у двох площинах (стабілізацію забезпечує сучасний цифровий стабілізатор високої точності СВУ-504С з використанням твердотільних гіроскопів). Для посилення вогневої потужності на нього встановлено 30-міліметрову автоматичну гармату ЗТМ-1 (з боєкомплектом 350 пострілів). Крім того, на бойовому модулі додатково розташовано дві пускові установки для протитанкових керованих ракет «Бар'єр», а також 30-міліметровий автоматичний гранатомет КБА-117 та спарений кулемет КТ-7,62 мм (з боєкомплектом 2000 набоїв).
Бойовий модуль бронетранспортера БТР-3ДА також містить телевізійні засоби прицілювання та тепловізійні прилади для забезпечення можливості вести вогонь уночі. А система панорамного огляду дозволяє членам екіпажу тримати в полі зору місцевість під розгорнутим кутом (майже 360 градусів).
БТР-3Е прийнятий на забезпечення Збройних Сил України у 2015 році, але в ході його експлуатації у військах було виявлено та висловлено низку зауважень, загалом більше 700. Для їхнього усунення та доопрацювань змінили комплектацію бойової машини, додали нові системи і доопрацювали наявні за побажанням українських військових.
В грудні 2021 року стало відомо, що БТР-3ДА модель перебуває на державних випробуваннях, необхідних для можливості прийняття на озброєння.

## Бойове застосування

### Російсько-українська війна
БТР-3 використовувався в ході боїв російсько-української війни.
Модифікація БТР-3Е використовувались у квітні 2022 року у боях на Донеччині проти російських військ вторгнення.
На початку жовтня 2022 року з'явилось відео як бійці 4-ї бригади швидкого реагування НГУ буксирували своїм БТР-3Е трофейну БМП-2, що належала 4-й Кантемирівській танковій дивізії ЗС РФ.
Станом на 12 липня 2025 року редактори Oryx Blog знайшли фото чи відео підтвердження безповоротної втрати Україною 51 БТР-3: 39 знищено та 12 захоплено російськими військовими, ще низка були пошкоджені. Також силами ЗСУ було втрачено 3 самохідні міномети БТР-3М2.

## Оператори

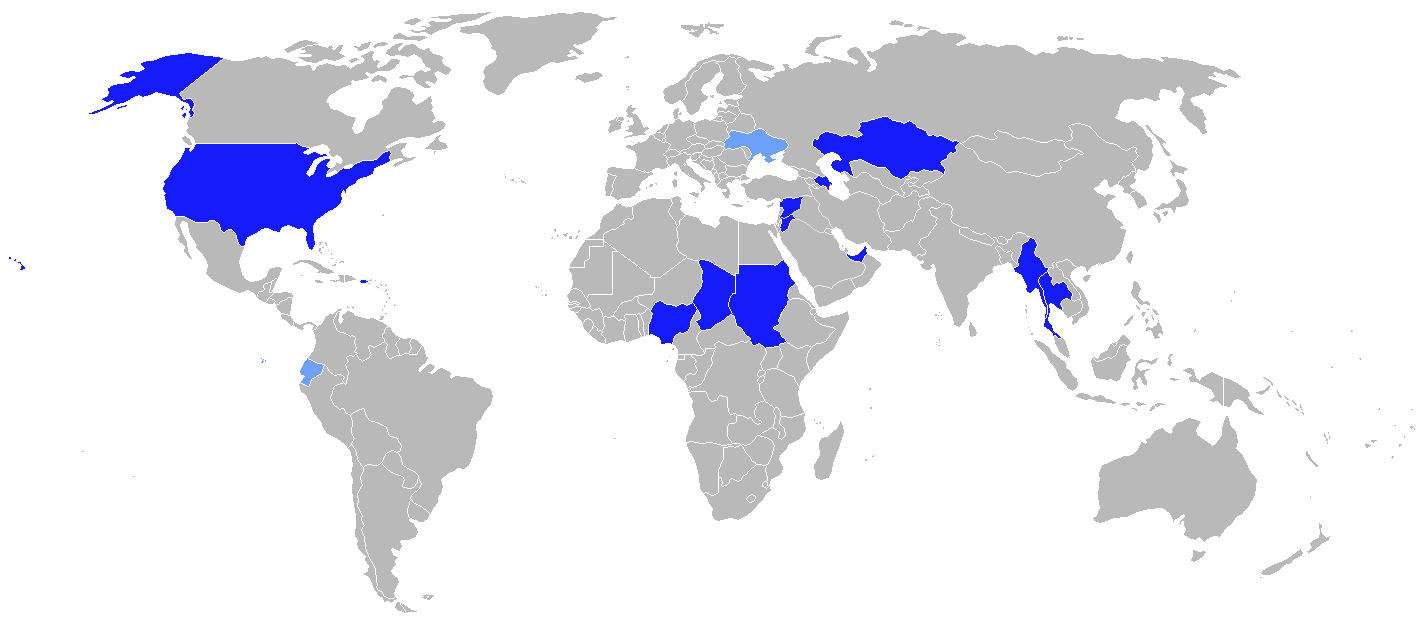
Світова мапа операторів БТР-3. Синій колір — використовуються (поставку здійснено), блакитний — надходження на озброєння очікується. 2012 рік

- Азербайджан: 3 одиниці БТР-3/12,7 на озброєнні, станом на 2008 рік.[34]
- Казахстан: 2 одиниці БТР-3E на озброєнні, станом на 2024 рік.[35]
- М'янма: 10+ одиниць БТР-3У на озброєнні, станом на 2024 рік.[36] Станом на 2010 рік було замовлено 1000 одиниць.[37]
- Нігерія: 51 одиниця БТР-3 на озброєнні, станом на 2024 рік (30 БТР-3УН, 6 БТР-3УК, 4 БТР-3УР і 11 БТР-3Е).[38] Постачалися без модуля «Штурм»[34]
- Таїланд: 248 одиниць БТР-3 на озброєнні, станом на 2024 рік (у варіантах БТР-3Е1, БТР-3К, БТР-3С, БТР-3М1/2, БТР-ЗБР і БТР-3РК).[39][34][40]
- США: придбали 1 БТР-3Е1 в 2009 році.[41]
- Судан: деяка кількість на озброєнні, станом на 2024 рік.[42]
- ОАЕ: 90 одиниць БТР-3У Guardian на озброєнні, станом на 2024 рік.[43]
- Україна: деяка кількість на озброєнні, станом на 2024 рік.[44]
  - Збройні сили України — 50 БТР-3Е станом на 14 серпня 2015 року.[45] У листопаді 2015 року БТР-3 було прийнято на забезпечення Збройних сил України.[46][47] В 2016 році замовлено 40 одиниць бронетранспортерів БТР-3ДА різних модифікацій, зокрема командні та командно-штабні.[30] Станом на 2018 рік, перебувало 90 одиниць різних модифікацій БТР-3.[48]
  - Національна гвардія України — 50 БТР-3Е у станом на 14 серпня 2015 року.[45] В травні 2016 передано іще 6 одиниць БТР-3Е1Д.[49]
  - Управління спецоперацій Національного антикорупційного бюро України — 1 БТР-3Е, станом на 11 лютого 2016.[50]
  - За 2016 рік ЗСУ і НГУ було передано понад 50 нових БТР-3.[51] У 2017 році було виготовлено понад 50 одиниць БТР-3ДА, які були передані до ЗСУ, НГУ та інших силових структур.[52][53]
- Чад: 12 одиниць БТР-3Е на озброєнні, станом на 2024 рік.[54]

### Нігерія
Нігерія стала першим великим замовником БТР-3 українського виробництва — нігерійській армії в 2006—2007 роках були поставлені 47 машин цього типу, а у лютому 2013 року для федеральної поліції Нігерії були відвантажені чотири бронетранспортера БТР-3Е.
У числі поставлених 47 одиниць були 30 лінійних БТР-3УН (з одномісними баштами з 12,7-мм кулеметом НСВТ), шість командно-штабних машин БТР-3УК, чотири броньовані ремонтно-евакуаційні машини БТР-3УР і сім БТР-3Е (озброєних 14,5-мм кулеметами КПВТ).
В квітні 2021 року бойовики «Ісламської держави» поширили фото знищеної ними бронетехніки урядових сил, серед якої були БТР-3.

### Таїланд
У 2010 році Міноборони Таїланду заявило, що має намір витратити невитрачені кошти своєї частини військового бюджету на купівлю 121 українського бронетранспортера (про це рішення першою заявила газета Bangkok Post). На що було спочатку виділено 4,6 мільярда бат (142,5 мільйона доларів).
Перед цим, у 2007 році Таїланд вже придбав в України 96 бронетранспортерів БТР-3Е1 на чотири мільярди бат, однак з отриманням замовлених машин виникли проблеми. Зокрема, за відомостями Міноборони України, затримка постачання БТР була пов'язана з тим, що Німеччина відмовилася постачати в Україну складові.
Міноборони Таїланду тоді пояснило збереження зацікавленості в українських БТР, попри всі проблеми з виконанням того контракту, їхньою дешевизною.
І у вересні 2010 року Таїланд отримав першу партію українських бронетранспортерів БТР-3Е1. Тоді ж було заявлено, що крім самих бронетранспортерів, Таїланд також буде отримувати запчастини, додаткове обладнання та гарантійне обслуговування протягом трьох років.

### Новини
- Николай Новичков, Дмитрий Федюшко, Кого вооружает Украина? [Архівовано 31 травня 2014 у Wayback Machine.](рос.) // vpk.name, 16.04.2014
- Для Збройних Сил України закуповують нові БТР-3ДА [Архівовано 2 листопада 2017 у Wayback Machine.]
- Київський бронетанковий завод нарощує виробництво бронетранспортерів БТР-3ДА. Ukrainian Military Pages. 26 квітня 2018. Архів оригіналу за 27 квітня 2018. Процитовано 26 квітня 2018.

### Відео
- БТР-3Е1 на озброєнні Таїланду [Архівовано 11 грудня 2021 у Wayback Machine.] // Мілітарний Портал, 30 березня 2011
- БТР-3 — надійна ефективність. Понад 700 виготовлених бойових машин [Архівовано 23 березня 2022 у Wayback Machine.] // Defense Express, 18 лютого 2020
- Топ-5 бронетранспортерів 8х8 України за 30 років // Чоловічий канал, 10 грудня 2021